# 何德理
兹德涅克·赫尔德利奇卡（捷克語：Zdeněk Hrdlička，1919年7月12日—1999年3月22日），中文名何德理，是捷克汉学家，日本学家，外交官，捷克科学院东方研究所名誉院士。曾任捷克驻中国大使馆文化参赞、驻日本大使。中国人民的老朋友。

## 生平
1919年7月12日出生于布拉格，父亲是一位瓷器画家。由于父亲的影响，他从小就喜爱艺术。1940年代初师从普实克。二战结束后的1945年，学校复课，他在布拉格查理大学文学院学习中文和远东历史。曾任《新东方》编辑。1946年4月加入捷克斯洛伐克共产党。1947年至1848年在哈佛大学留学。
1949年4月，他作为外交部翻译，接待了前来参加世界和平大会的中国文化代表团。1950年秋，跟随捷克斯洛伐克政府文化代表团回访中国。1951年初被捷克斯洛伐克外交部派往中国，成为捷克驻华大使馆首任文化参赞。1957年8月，他被派往日本，重新恢复外交关系。1957年至1961年担任捷驻日临时代办，1964年至1969年担任特命全权大使。由于对1968年华约武装入侵持反对立场而被解职。1970年至1976年在捷克斯洛伐克科学院东方研究所工作。晚年曾在布拉格查理大学、帕拉茨基大学、布达佩斯大学、哈佛大学、纽约大学和夏威夷大学等校讲授中国与日本的文化与历史。
在北京工作期间，他拍摄了大量的风景照，还收集了大量北方说唱文学资料。同时也爱好中国和日本的盆栽艺术，1981年创建了捷克斯洛伐克“盆栽俱乐部”。1999年3月22日在布拉格去世。
与何德佳合作出版了：《中国古代小说》、《中国古典文学史》、《汉学引论》、《中国与日本说书人的传统与个体创造性》、《神宗皇帝时期的中国》、《插花·盆景》、《中国园林艺术》、《春天的声音》、《宝葫芦》等。

## 轶闻
何德理与郭沫若、老舍、艾青、郑振铎、邹荻帆、戈宝权、徐悲鸿、齐白石、刘开渠、李桦、华君武等许多中国著名学者交往密切。郭沫若为他起了“何德理”这个名字，齐白石为他起了“海山”这个号。夫妇二人在中国生了一个儿子，取名为“何华生”，由林巧稚亲自接生。齐白石还为他画了一幅《老鼠偷油》。

## 家族
| 兹德涅克·赫尔德利奇卡 （何德理，1918年-1999年） | 兹德涅克·赫尔德利奇卡 （何德理，1918年-1999年） | 兹德涅克·赫尔德利奇卡 （何德理，1918年-1999年） | 兹德涅克·赫尔德利奇卡 （何德理，1918年-1999年） | 兹德涅克·赫尔德利奇卡 （何德理，1918年-1999年） | 兹德涅克·赫尔德利奇卡 （何德理，1918年-1999年） |  |  | 薇娜·赫尔德利奇科娃 （何德佳，1924年-2016年） | 薇娜·赫尔德利奇科娃 （何德佳，1924年-2016年） | 薇娜·赫尔德利奇科娃 （何德佳，1924年-2016年） | 薇娜·赫尔德利奇科娃 （何德佳，1924年-2016年） | 薇娜·赫尔德利奇科娃 （何德佳，1924年-2016年） | 薇娜·赫尔德利奇科娃 （何德佳，1924年-2016年） |  |  |                                           |                                           |                                           |                                           |                                           |                                           |  |  |                            |                            |                            |                            |                            |                            |  |  |
| 兹德涅克·赫尔德利奇卡 （何德理，1918年-1999年） | 兹德涅克·赫尔德利奇卡 （何德理，1918年-1999年） | 兹德涅克·赫尔德利奇卡 （何德理，1918年-1999年） | 兹德涅克·赫尔德利奇卡 （何德理，1918年-1999年） | 兹德涅克·赫尔德利奇卡 （何德理，1918年-1999年） | 兹德涅克·赫尔德利奇卡 （何德理，1918年-1999年） |  |  | 薇娜·赫尔德利奇科娃 （何德佳，1924年-2016年） | 薇娜·赫尔德利奇科娃 （何德佳，1924年-2016年） | 薇娜·赫尔德利奇科娃 （何德佳，1924年-2016年） | 薇娜·赫尔德利奇科娃 （何德佳，1924年-2016年） | 薇娜·赫尔德利奇科娃 （何德佳，1924年-2016年） | 薇娜·赫尔德利奇科娃 （何德佳，1924年-2016年） |  |  |                                           |                                           |                                           |                                           |                                           |                                           |  |  |                            |                            |                            |                            |                            |                            |  |  |
|                                                 |                                                 |                                                 |                                                 |                                                 |                                                 |  |  |                                               |                                               |                                               |                                               |                                               |                                               |  |  |                                           |                                           |                                           |                                           |                                           |                                           |  |  |                            |                            |                            |                            |                            |                            |  |  |
|                                                 |                                                 |                                                 |                                                 |                                                 |                                                 |  |  |                                               |                                               |                                               |                                               |                                               |                                               |  |  |                                           |                                           |                                           |                                           |                                           |                                           |  |  |                            |                            |                            |                            |                            |                            |  |  |
| 斯坦尼斯拉夫·赫尔德利奇卡 （1957年-）           | 斯坦尼斯拉夫·赫尔德利奇卡 （1957年-）           | 斯坦尼斯拉夫·赫尔德利奇卡 （1957年-）           | 斯坦尼斯拉夫·赫尔德利奇卡 （1957年-）           | 斯坦尼斯拉夫·赫尔德利奇卡 （1957年-）           | 斯坦尼斯拉夫·赫尔德利奇卡 （1957年-）           |  |  | 兹德涅克·赫尔德利奇卡 （何华生，1952年-）     | 兹德涅克·赫尔德利奇卡 （何华生，1952年-）     | 兹德涅克·赫尔德利奇卡 （何华生，1952年-）     | 兹德涅克·赫尔德利奇卡 （何华生，1952年-）     | 兹德涅克·赫尔德利奇卡 （何华生，1952年-）     | 兹德涅克·赫尔德利奇卡 （何华生，1952年-）     |  |  | 达格玛·赫尔德利奇科娃 （1951年-）         | 达格玛·赫尔德利奇科娃 （1951年-）         | 达格玛·赫尔德利奇科娃 （1951年-）         | 达格玛·赫尔德利奇科娃 （1951年-）         | 达格玛·赫尔德利奇科娃 （1951年-）         | 达格玛·赫尔德利奇科娃 （1951年-）         |  |  |                            |                            |                            |                            |                            |                            |  |  |
| 斯坦尼斯拉夫·赫尔德利奇卡 （1957年-）           | 斯坦尼斯拉夫·赫尔德利奇卡 （1957年-）           | 斯坦尼斯拉夫·赫尔德利奇卡 （1957年-）           | 斯坦尼斯拉夫·赫尔德利奇卡 （1957年-）           | 斯坦尼斯拉夫·赫尔德利奇卡 （1957年-）           | 斯坦尼斯拉夫·赫尔德利奇卡 （1957年-）           |  |  | 兹德涅克·赫尔德利奇卡 （何华生，1952年-）     | 兹德涅克·赫尔德利奇卡 （何华生，1952年-）     | 兹德涅克·赫尔德利奇卡 （何华生，1952年-）     | 兹德涅克·赫尔德利奇卡 （何华生，1952年-）     | 兹德涅克·赫尔德利奇卡 （何华生，1952年-）     | 兹德涅克·赫尔德利奇卡 （何华生，1952年-）     |  |  | 达格玛·赫尔德利奇科娃 （1951年-）         | 达格玛·赫尔德利奇科娃 （1951年-）         | 达格玛·赫尔德利奇科娃 （1951年-）         | 达格玛·赫尔德利奇科娃 （1951年-）         | 达格玛·赫尔德利奇科娃 （1951年-）         | 达格玛·赫尔德利奇科娃 （1951年-）         |  |  |                            |                            |                            |                            |                            |                            |  |  |
|                                                 |                                                 |                                                 |                                                 |                                                 |                                                 |  |  |                                               |                                               |                                               |                                               |                                               |                                               |  |  |                                           |                                           |                                           |                                           |                                           |                                           |  |  |                            |                            |                            |                            |                            |                            |  |  |
|                                                 |                                                 |                                                 |                                                 |                                                 |                                                 |  |  |                                               |                                               |                                               |                                               |                                               |                                               |  |  |                                           |                                           |                                           |                                           |                                           |                                           |  |  |                            |                            |                            |                            |                            |                            |  |  |
|                                                 |                                                 |                                                 |                                                 |                                                 |                                                 |  |  | 苏珊娜·赫尔德利奇科娃 （1980年-）             | 苏珊娜·赫尔德利奇科娃 （1980年-）             | 苏珊娜·赫尔德利奇科娃 （1980年-）             | 苏珊娜·赫尔德利奇科娃 （1980年-）             | 苏珊娜·赫尔德利奇科娃 （1980年-）             | 苏珊娜·赫尔德利奇科娃 （1980年-）             |  |  | 兹德涅克·赫尔德利奇卡 （何志达，1976年-） | 兹德涅克·赫尔德利奇卡 （何志达，1976年-） | 兹德涅克·赫尔德利奇卡 （何志达，1976年-） | 兹德涅克·赫尔德利奇卡 （何志达，1976年-） | 兹德涅克·赫尔德利奇卡 （何志达，1976年-） | 兹德涅克·赫尔德利奇卡 （何志达，1976年-） |  |  | 郑闽佳 （中国人，1976年-） | 郑闽佳 （中国人，1976年-） | 郑闽佳 （中国人，1976年-） | 郑闽佳 （中国人，1976年-） | 郑闽佳 （中国人，1976年-） | 郑闽佳 （中国人，1976年-） |  |  |
|                                                 |                                                 |                                                 |                                                 |                                                 |                                                 |  |  | 苏珊娜·赫尔德利奇科娃 （1980年-）             | 苏珊娜·赫尔德利奇科娃 （1980年-）             | 苏珊娜·赫尔德利奇科娃 （1980年-）             | 苏珊娜·赫尔德利奇科娃 （1980年-）             | 苏珊娜·赫尔德利奇科娃 （1980年-）             | 苏珊娜·赫尔德利奇科娃 （1980年-）             |  |  | 兹德涅克·赫尔德利奇卡 （何志达，1976年-） | 兹德涅克·赫尔德利奇卡 （何志达，1976年-） | 兹德涅克·赫尔德利奇卡 （何志达，1976年-） | 兹德涅克·赫尔德利奇卡 （何志达，1976年-） | 兹德涅克·赫尔德利奇卡 （何志达，1976年-） | 兹德涅克·赫尔德利奇卡 （何志达，1976年-） |  |  | 郑闽佳 （中国人，1976年-） | 郑闽佳 （中国人，1976年-） | 郑闽佳 （中国人，1976年-） | 郑闽佳 （中国人，1976年-） | 郑闽佳 （中国人，1976年-） | 郑闽佳 （中国人，1976年-） |  |  |
|                                                 |                                                 |                                                 |                                                 |                                                 |                                                 |  |  |                                               |                                               |                                               |                                               |                                               |                                               |  |  |                                           |                                           |                                           |                                           |                                           |                                           |  |  |                            |                            |                            |                            |                            |                            |  |  |
|                                                 |                                                 |                                                 |                                                 |                                                 |                                                 |  |  |                                               |                                               |                                               |                                               |                                               |                                               |  |  |                                           |                                           |                                           |                                           |                                           |                                           |  |  |                            |                            |                            |                            |                            |                            |  |  |
|                                                 |                                                 |                                                 |                                                 |                                                 |                                                 |  |  |                                               |                                               |                                               |                                               |                                               |                                               |  |  | 西里尔·赫尔德利奇卡                       | 西里尔·赫尔德利奇卡                       | 西里尔·赫尔德利奇卡                       | 西里尔·赫尔德利奇卡                       | 西里尔·赫尔德利奇卡                       | 西里尔·赫尔德利奇卡                       |  |  | 艾玛·赫尔德利奇科娃        | 艾玛·赫尔德利奇科娃        | 艾玛·赫尔德利奇科娃        | 艾玛·赫尔德利奇科娃        | 艾玛·赫尔德利奇科娃        | 艾玛·赫尔德利奇科娃        |  |  |